# Star Wars: Droids
Star Wars: Droids (ook bekend als Droids: The Adventures of R2-D2 and C-3PO) is een Amerikaanse animatieserie uit de Star Warsfranchise. De serie liep origineel in Amerika van 7 september 1985 tot 7 juni 1986. In Nederland liep de serie van 1993 tot aan 1994 met Nederlandse stemmen. C-3PO werd in deze versie ingesproken door Bob van der Houven.

## Verhaal
De serie speelt zich af in de 19 jaar tussen Star Wars: Episode III: Revenge of the Sith en Star Wars: Episode IV: A New Hope, en draait om de robots R2-D2 en C-3PO. In de loop van de serie krijgen de twee robots verschillende meesters. In vrijwel elke aflevering kwamen de robots aan het begin per ongeluk iemand tegen die ze als nieuwe meester zagen, maar waren gedwongen die persoon aan het eind van de aflevering weer te verlaten.
In de serie kreeg het duo te maken met piraten, het Galactische Keizerrijk en de premiejager Boba Fett.

## Achtergrond

### Productie
De serie bestond uit slechts 1 seizoen van 13 afleveringen. Wel kreeg de serie later een televisiespecial getiteld The Great Heep.
Verschillende van de afleveringen werden geschreven door Ben Burtt. De serie was een productie van Nelvana, in opdracht van Lucasfilm. Na de originele uitzendperiode werd de serie gecombineerd met Star Wars: Ewoks tot de 1 uur durende serie The Ewoks and Droids Adventure Hour.
De openingsmuziek van de serie, "Trouble Again", werd uitgevoerd door Stewart Copeland van The Police en geschreven door Copeland en Derek Holt.

### Continuïteit
Onder fans van de Star Warsfranchise bestaat enige onenigheid over in welke mate “Droids” als officieel onderdeel van de Star Warsverhaallijn kan worden gezien. Hoewel Lucasfilm de opdrachtgever voor de serie was, vertoont het verhaal enige tegenstrijdigheden met de films. Aan het eind van Star Wars: Episode III: Revenge of the Sith werden R2-D2 en C-3PO toegewezen aan Captain Antilles. In Star Wars: Episode IV: A New Hope vertelt C-3PO aan Luke Skywalker dat kapitein Antilles hun meester was.
In de aflevering "A Race to the Finish" maakt C-3PO de opmerking dat een andere robot tegelijk met hem van de “productie-academie” was afgestudeerd. Dit terwijl in Star Wars: Episode I: The Phantom Menace te zien is dat C-3PO een creatie is van Anakin Skywalker.

### Stripserie
In 1986 publiceerde Marvel Comics een stripserie gebaseerd op de animatieserie onder de naam Star Wars: Droids.
Deze tweemaandelijkse serie liep 8 delen. Deel 4 was een crossover met Ewoks, waar Marvel ook een stripreeks van uitbracht. De delen 6 – 8 bevatten een hervertelling van de originele film, gezien vanuit het perspectief van R2-D2 en C-3PO.

## Afleveringen
1. The White Witch
2. Escape Into Terror
3. The Trigon Unleashed
4. A Race to the Finish
5. The Lost Prince
6. The New King
7. The Pirates of Tarnoonga
8. The Revenge of Kybo Ren
9. Coby and the Starhunters
10. The Tail of the Roon Comets
11. The Roon Games
12. Across the Roon Sea
13. The Frozen Citadel

## Cast
- Don Francks als Jann Tosh
- Winston Rekert als Sise Fromm, Mungo Baobab
- Anthony Daniels als C-3PO
- Graeme Campbell als Proto One
- Peter MacNeill als Jord Dusat
- John Stocker als Vlix, Greej, Zatec-Cha en Sollag
- Rob Cowan als Thall Jobin
- Stephen Ouimette als de verteller
- Dan Hennessey als Jord Dusat , Uncle Gundy, Jyn Obah, Vinga en Yorpa